# Rinorea molleri
Rinorea molleri är en violväxtart som beskrevs av M.Brandt. Rinorea molleri ingår i släktet Rinorea och familjen violväxter. Inga underarter finns listade i Catalogue of Life.